# ラルフ・ベラミー
ラルフ・ベラミー（Ralph Bellamy、1904年6月17日 - 1991年11月29日）はアメリカ合衆国イリノイ州シカゴ出身の俳優。舞台と映画の両方で活躍し、そのキャリアは62年にも及んだ。

## 略歴
カナダ人の両親の元、シカゴに生まれる。高校を卒業後に舞台俳優となり、シェイクスピア劇などに出演。1931年には映画デビューし、脇役として100本以上の作品に出演した。また、1940年代後半からは多くのテレビシリーズにも出演。1958年には舞台Sunrise at Campobelloでフランクリン・ルーズベルトを演じてトニー賞演劇主演男優賞を受賞し、2年後の映画化作品『ルーズベルト物語』でも主役を演じた。映画俳優組合の設立者の一人でもある。1986年にアカデミー名誉賞を受賞した。

## フィルモグラフィー
- 秘密の6 The Secret Six (1931)
- 素晴らしき嘘 The Magnificent Lie (1931)
- ブロードウェイの西 West of Broadway (1931)
- たそがれの女 Forbidden (1932)
- ヤング・アメリカ Young America (1932)
- 十三号室の女 The Woman in Room 13 (1932)
- 農園のレベッカ Rebecca of Sunnybrook Farm (1932)
- 駄々ッ子キャグニー Picture Snatcher (1933)
- 凡その人生 The Narrow Corner (1933)
- 空軍の覇者 Ace of Aces (1933)
- 八点鍾 Eight Bells (1935)
- 空の殺人光線 Air Hawks (1935)
- 春を手さぐる Hands Across the Table (1935)
- 武装せる市街 Straight from the Shoulder (1936)
- 新婚道中記 The Awful Truth (1937)　-　キネマ旬報ベストテン第8位
- 婚約リレー Fools for Scandal (1938)
- 貿易風 Trade Winds (1938)
- 気儘時代 Carefree (1938)
- 男対男 Coast Guard (1939)
- ヒズ・ガール・フライデー His Girl Friday (1940)
- フランケンシュタインの幽霊 The Ghost of Frankenstein (1942)
- 軍法会議 The Court-Martial of Billy Mitchell (1955)
- ルーズベルト物語 Sunrise at Campobello (1960)
- プロフェッショナル The Professionals (1966)
- ローズマリーの赤ちゃん 'Rosemary's Baby (1968)　-　キネマ旬報ベストテン第5位
- ジグザグ Most Deadly Game(1970-1971) テレビシリーズ
- 恐怖の館 Something Evil (1972)
- オー!ゴッド Oh, God! (1977)
- 大逆転 Trading Places (1983)
- 星の王子 ニューヨークへ行く Coming to America (1988)
- プリティ・ウーマン Pretty Woman (1990)